# John D. Lee
John Doyle Lee (1812. szeptember 12. – 1877. március 23.) a Mormon Egyház tagja, akit kivégeztek a Mountain Meadows-i mészárlásban betöltött szerepe miatt.

## Mormon vezető
Lee az illinoisi Kaskaskia faluban született és 1838-ban csatlakozott az Utolsó Napok Szentjeinek Jézus Krisztus Egyházához. Barátja volt Joseph Smithnek, a mormon vallás alapítójának. 1839-ben részt vett egy misszióban gyerekkori barátjával, Levi Stewarttal együtt. Illinois, Ohio, Kentucky és Tennessee államokban térítettek. Eközben Lee megtérítette és megkeresztelte "Wild Bill" Hickmant. Gyakorolta a többnejűséget, így tizenkilenc felesége és hatvanhét gyereke volt. Állítólag tagja volt a Danites elnevezésű milicista csoportnak is, de ez a mai napig vitatott. Az Ötvenek Tanácsának egyik hivatalos írnoka volt. Ez a csoport vállalta magára az irányítást a gyakorlati teendőket illetően, ebben az időben éppen a korabeli Amerikai Egyesült Államokon kívülre, a Sziklás-hegységhez (azaz nyugatabbra) akarták költöztetni híveiket.
Smith halála után Lee az egyház tagjaival a mai Utah állam területére vándorolt, ahol új közösségek alapításán dolgozott. 1865-ben Iron megyében indián felügyelő lett, így segített az indiánoknak farmokat létrehozni. 1858-ban a Utah területi törvényhozó testület tagjává vált, majd elhagyta a megyét és egy kompjáratot hozott létre a Colorado folyón, amelyet manapság Lee kompjának is neveznek.

## A Mountain Meadows-i mészárlás
1857 szeptemberében egy emigráns csoport Arkansasból (a Fancher párt) a Mountain Meadowsnál táborozott, amely egy pihenőhely Utah déli részén a Kaliforniába a Mohave-sivatagon keresztül utazó csoportok számára. A csoportot indiánnak öltözött mormon milicisták és pajút indiánok támadták meg, majd a harcok beszüntetése után Lee rávette a bekerített embereket, hogy adják át a területet az indiánoknak és így biztonságban visszatérhetnek a közeli Cedar Citybe, ahol azonban a csoportból 120 embert lemészároltak és csak 17 gyereket hagytak életben.
William Ashworth leírta saját önéletrajzában, hogy Lee a mészárlás után Brigham Youngnak, az egyház elnökének azt mondta, hogy az indiánok felelősek az egészért.
Lee később azt állította, hogy parancsra cselekedett, bár fenntartással. Ezután még több évig aktív maradt a helyi önkormányzatban és a vallás területén.
1870-ben kiátkozták a mészárlásban betöltött szerepe miatt és 1874-ben letartóztatták, majd egy sikertelen per után 1877-ben halálra ítélték. Lee sohasem tagadta a bűnrészességét, de határozottan állította, hogy ő nem ölt meg senkit, hanem csak egy vonakodó résztvevője volt az eseményeknek s később egy bűnbak, aki eltereli a figyelmet azon mormon vezetőkről, akik részt vettek a mészárlásban.
Bár gondoskodott róla, hogy Brigham Youngnak ne legyen tudomása a történtekről, a John D. Lee élete és hitvallása című műben a következőket írja: "Azóta a nap óta úgy hiszem, hogy George A. Smith tábornok, azért látogatott Utah déli részébe, hogy Brigham Young közvetlen parancsára előkészítse az emigránsok lemészárlását."
1877. március 23-án kivégezték golyó által az 1857-es mészárlás helyszínén. 1961 májusában a Mormon Egyház posztumusz visszavette a tagjai közé.

## Fordítás
- Ez a szócikk részben vagy egészben  a   John D. Lee című angol Wikipédia-szócikk fordításán alapul.  Az eredeti cikk szerkesztőit annak laptörténete sorolja fel. Ez a jelzés csupán a megfogalmazás eredetét és a szerzői jogokat jelzi, nem szolgál a cikkben szereplő információk forrásmegjelöléseként.